# Леонардо Фавио
Леона́рдо Фа́вио (исп. Leonardo Favio — псевдоним, имя при рождении — Фуад Хорхе Хури англ. Fuad Jorge Jury ; 28 мая 1938, Лухан-де-Куйо — 5 ноября 2012, Буэнос-Айрес) — аргентинский певец, актёр, кинорежиссёр.

## Биография
Фуад Хорхе Хури 28 мая 1938 года родился в семье этнических арабов в городе Лухан-де-Куйо на северо-западе провинции Мендоса. Проживание в бедном районе и фактический отказ родителей от воспитания сына привели его в интернат для трудновоспитуемых подростков, а позже — к тюремному заключению. После завершения срока наказания, молодой человек уехал в Буэнос-Айрес, где увлёкся кинематографом. Сначала снимался в эпизодах и второстепенных ролях. Одновременно работал в качестве режиссёра нескольких короткометражных картин: «Сеньор Фернандес» (исп. El señor Fernández, 1958 год) и «Друг» (исп. El amigo, 1960 год). Первый полнометражный фильм «История одинокого мальчика» (исп. Crónica de un niño solo, 1965 год) Ассоциация кинокритиков Аргентины признала лучшей картиной года, а на кинофестивале в Мар-дель-Плата ему была присуждена премия ФИПРЕССИ. По опросам критиков и киноведов, проведённым в 2000 году Национальным музеем кино, «История одинокого мальчика» была названа лучшей картиной из 100 предложенных респондентам звуковых фильмов Аргентины. О Леонардо Фавио заговорили как о ярком представителе нового аргентинского кино. Определённое влияние на творчество режиссёра оказывал его старший товарищ Фернандо Айала.
В 1966 году Леонардо Фавио снимает драму «Романс о Анисето и Франциске» (исп. Este es el romance del Aniceto y la Francisca, de cómo quedó trunco, comenzó la tristeza y unas pocas cosas más...), который не только получил премию «Серебряный кондор», но и стал чрезвычайно популярным у зрителей. По опросу 1998 года журнала «Tres Puntos» фильм был назван «лучшим аргентинским фильмом всех времён».
Леонардо Фавио одарён разносторонне. Ещё в детстве он научился играть на гитаре. Его исполнение романтических баллад под собственный аккомпанемент имело успех сначала в кругу друзей. Постепенно он стал выступать и на больших сценах. Успех его популярности как певца достиг пика в конце 1960-х — 1970-х годах. Песни его сочинения переведены на 14 языков. На протяжении карьеры он выпустил не менее 20 сольных альбомов.
На протяжении всей жизни придерживается идеологии перонизма. Он присоединился к перонистам совсем в молодом возрасте и сотрудничал с ними на протяжении первых двух сроков президентства полковника Перона. Это повлекло в 1976 году, после развязанной военными лидерами страны грязной войны с инакомыслящими, вынужденную эмиграцию Леонардо Фавио, в которой он пробыл до 1987 года. Отличное знание темы перонизма позволило режиссёру снять в 1996—1999 годах шестичасовой документальный фильм «Перон, симфония чувств».
В 2008 году Леонардо Фавио снял новую версию фильма «Романс о Анисето и Франциске» — «Анисето» (исп. Aniceto).
В октябре 2010 года Леонардо Фавио указом президента назначен Послом культуры Аргентины (англ. Argentina's Embassador of Culture).
В 1967—1973 годах был женат на актрисе Марии Ванер. У них родилось двое сыновей, один из которых, Леонардо, стал актёром.

## Избранная фильмография
| Год  |     | Русское название             | Оригинальное название                 | Роль                                  |
| ---- | --- | ---------------------------- | ------------------------------------- | ------------------------------------- |
| 1958 | ф   | Сеньор Фернандес             | El señor Fernández                    | режиссёр, автор сценария              |
| 1960 | ф   | Друг                         | El amigo                              | режиссёр, автор сценария              |
| 1965 | ф   | История одинокого мальчика   | Crónica de un niño solo               | режиссёр, автор сценария, актёр       |
| 1966 | ф   | Романс о Анисето и Франциске | El romance del Aniceto y la Francisca | режиссёр, автор сценария              |
| 1969 | ф   | Зависимый                    | El dependiente                        | режиссёр, автор сценария, озвучивание |
| 1973 | ф   | Хуан Морейра                 | Juan Moreira                          | режиссёр, автор сценария              |
| 1975 | ф   | Насарено Крус и волк         | Nazareno Cruz y el lobo               | режиссёр, автор сценария              |
| 1993 | ф   | Гатика по кличке Обезьяна    | Gatica, el Mono                       | режиссёр, автор сценария              |
| 1999 | док | Перон, симфония чувств       | Perón, sinfonía del sentimiento       | режиссёр, автор сценария              |
| 2008 | ф   | Анисето                      | Aniceto                               | режиссёр, автор сценария              |